# Basic Rate Interface
Basic Rate Interface (BRI, 2B+D, 2B1D) – standard warstwy fizycznej podstawowego interfejsu ISDN, zdefiniowanego przez ITU.
Składa się z dwóch kanałów typu B  (bearer) i jednego kanału typu D (data). Informacja sterująca przepływem jest przesyłana kanałem D, natomiast dane głównie kanałami B, takie sterowanie przepływem jest określane jako "out-of-band signalling".
Protokół definiuje pakiet jako składający się z 16 bitów kanału B1, 16 bitów kanału B2, 4 bitów kanału D i 12 bitów synchronizacji. Pakiety wysyłane są z częstotliwością 4 kHz, określając maksymalną przepustowość łącza na 144 kbit/s.
Przepustowość: 2 • 64 kbps = 128 kbps
Istnienie dwóch kanałów typu B umożliwia np.: prowadzenie dwóch rozmów telefonicznych równocześnie, albo transmisji danych i rozmowy telefonicznej.
Standard określa dwa rodzaje kodu liniowego, które są używane do kodowania transmisji:
- 2B1Q – używany w Ameryce Północnej i w Euro ISDN
- 4B3T–- używany w Europie i innych regionach świata